# Masserano (Principado)

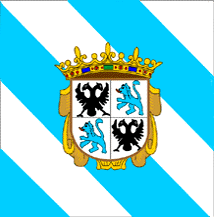
Estandarte de los príncipes de Masserano entre 1614 y 1701.

El Señorío de Masserano fue concedido a Antonio Fieschi el 29 de mayo de 1394 por el Papa Bonifacio IX, y elevado a Condado por el Papa Julio II en 1506. Pasó a los Ferrero, por la adopción de Ludovico II, el 9 de abril de 1517. Convertido en Marquesado el 5 de agosto de 1547 y a Principado el 13 de agosto de 1598 por Clemente VIII. Fue suprimido el 20 de marzo de 1767, siendo cedido al Reino de Cerdeña.
Su territorio abarcó la actual comuna italiana de Masserano además de (Crevacuore, Romagnano Sesia hasta 1588 cuando pasa a la familia Serbelloni, Curino, Ponzone, Crosa y Mombello di Torino), en el noroeste del país y tuvo como principal población a la localidad de igual nombre.

## Símbolos

### Escudo
En 1614 el Emperador del Sacro Imperio Romano Germánico, Matías de Habsburgo concedió a los Ferrero el derecho a modificar el escudo (cuartelado con león azul en plata por los Ferrero y diagonales azules en plata por los Fieschi) que pasó a ser cuartelado con el león Ferrero y el águila bicéfala imperial. Poco después este escudo apareció simplificado en los estandartes.

### Estandarte
De forma cuadrada, con los colores Fieschi, y el escudo simplificado Ferrero-Fieschi.

### Bandera
La última bandera que utilizó el principado era blanca con el escudo completo y lo fue desde 1700 hasta la supresión del estado el 20 de marzo de 1767.

## Soberanos
Desde su conversión en marquesado y posterior otorgamiento del principado y hasta su desaparición como estado fue gobernado por:
- Marqués Filiberto Ferrero-Fieschi (1537-1547)
- Besso Ferrero-Fieschi (1547-1584)
- Príncipe Francisco Filiberto Ferrero-Fieschi (1584-1629)
- Pablo Besso Ferrero-Fieschi (1632-1667)
- Francisco Luis Ferrero-Fieschi (1667-1685)
- Carlo Besso Ferrero-Fieschi (1685-1720)
- Víctor Amadeo Ferrero-Fieschi (1720-1743)
- Víctor Felipe Ferrero-Fieschi (1743-1767).